# Mille Miglia 1935
La Mille Miglia 1935 è stata una corsa automobilistica di velocità su strada. 
Disputata tra il 14 e il 15 aprile 1935 su un percorso stradale da Brescia a Roma e ritorno venne vinta da Carlo Maria Pintacuda e Alessandro Della Stufa che coprirono l'intera distanza di 1615 km su un'Alfa Romeo Tipo B P3 biposto della Scuderia Ferrari in 14 ore 4 minuti e 47 secondi alla velocità media di 114,753 chilometri orari.

## Categorie
Le vetture erano suddivise in classi in base alla cilindrata. Il 1935 fu il primo anno in cui vennero schierate vetture appositamente derivate da quelle da Gran Premio per ottenere la vittoria assoluta e inoltre vennero riammesse le vetture strettamente di serie escluse l'anno precedente a causa della soppressione del Giro automobilistico d'Italia. Si iscrissero e presero il via da Brescia 85 concorrenti e 48 di loro completarono il percorso.
| Sigla    | Categoria                      |
| -------- | ------------------------------ |
| S 1.1    | Sport entro 1100 cm3           |
| S/T 1.5  | Sport e Turismo entro 1500 cm3 |
| S 2.0    | Sport entro 2000 cm3           |
| S -/+3.0 | Sport entro e oltre 3000 cm3   |

## Percorso
Il percorso non venne modificato rispetto all'anno precedente e mantenne una distanza complessiva di 1615,700 km.
Brescia — Cremona — Piacenza — Parma — Reggio Emilia — Modena — Bologna — Passo della Raticosa — Passo della Futa — Firenze — San Casciano in Val di Pesa — Poggibonsi — Siena — San Quirico d'Orcia — Radicofani — Bolsena — Viterbo — Vetralla — Monterosi — Madonna di Bracciano — Roma — Civita Castellana — Narni — Terni — Valico della Somma — Spoleto — Foligno — Perugia— Gubbio — Fossato di Vico — Fabriano — Castelraimondo — Tolentino — Macerata — Villa Potenza — Porto Recanati — Ancona — Senigallia — Fano — Pesaro — Rimini — Cesena — Forlì — Faenza— Imola — Bologna — Ferrara — Rovigo — Monselice — Padova — Mestre — Venezia — Mestre — Treviso — Cittadella — Vicenza — Lonigo — Verona — Peschiera del Garda — Desenzano del Garda — Brescia.

## Gara

### Resoconto

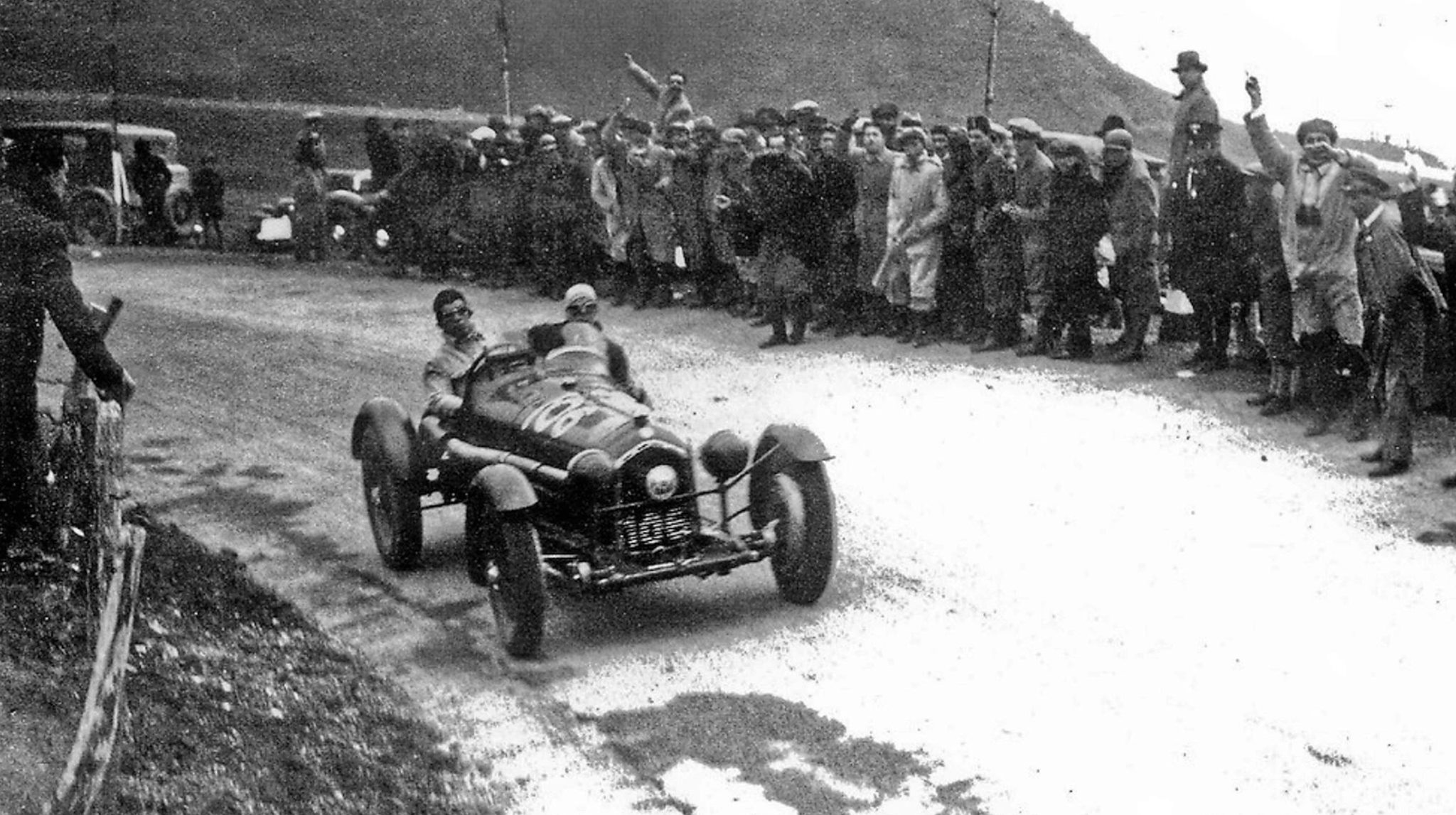
L'Alfa Romeo Tipo B P3 biposto di Carlo Maria Pintacuda e del marchese Alessandro Della Stufa sul Passo della Raticosa verso la vittoria nella Mille Miglia 1935.

In questa edizione della Mille Miglia oltre alle vetture sport già protagoniste degli anni passati vennero iscritte per la prima volta auto da Gran Premio modificate appositamente. Achille Varzi, vincitore l'anno precedente, aveva lasciato la Scuderia Ferrari e si presentava sulla linea di partenza insieme col compagno Bignami al volante di una Maserati 6C-34 Sport, appunto una monoposto da gran premio della Scuderia Subalpina adattata. La Scuderia Ferrari, desiderosa anch'essa di ripetere il successo dell'anno prima, affidò molti esemplari di Alfa Romeo 8C con diversi allestimenti ai propri piloti e portò al debutto la nuova 6C 2300B con carrozzeria Superleggera realizzata dalla Touring. Tuttavia Enzo Ferrari non poté contare sulle capacità di Tazio Nuvolari, che quell'anno non partecipò alla Mille Miglia, e per difendersi meglio da Varzi decise di schierare anche una monoposto da gran premio modificata per partecipare alle gare su strada.
Così un'Alfa Romeo Tipo B P3 dotata di tutto ciò di cui una vettura da pista avesse bisogno per essere ammessa alla circolazione stradale a metà anni '30 venne affidata a Carlo Maria Pintacuda, all'epoca ancora un pilota poco conosciuto, che scelse il marchese Alessandro Dalla Stufa come suo compagno in virtù della sua corporatura minuta che gli consentiva di prender posto più agevolmente nel piccolo abitacolo scoperto.
Oltre alla vettura per Varzi la Maserati schierò anche quattro 4CS 1100 come quelle che avevano vinto la classe l'anno precedente e una 4CS 1500 per competere con le Aston Martin Le Mans nella categoria omonima. Sempre quell'anno con la soppressione del Giro d'Italia vennero riammesse anche le vetture di serie e così, per competere nella categoria 1100 cm3 si iscrissero molte Fiat 508 CS Balilla di tutti i tipi, anche con carrozzerie modificate e motori elaborati.

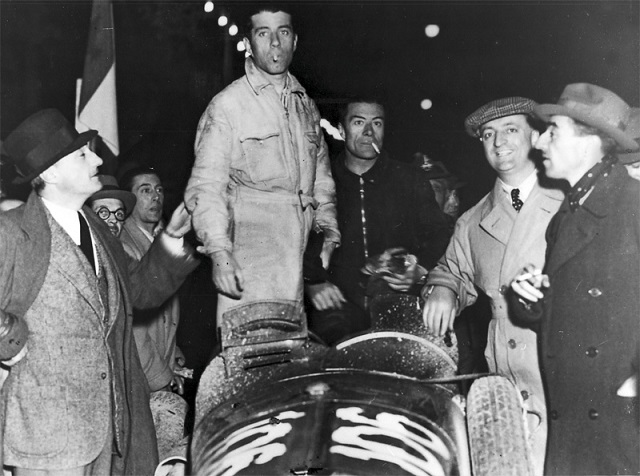
I vincitori della Mille Miglia Carlo Maria Pintacuda (in piedi) il marchese Alessandro Della Stufa (con la sigaretta) sono festeggiati al traguardo di Brescia dal direttore sportivo Enzo Ferrari (sorridente col cappello) e dal giornalista e ideatore Giovanni Canestrini (a destra di lato)

La gara cominciò ad un ritmo elevato, Mario Tadini con un'Alfa Romeo 8C 2300 Monza 2.6 Spider Brianza stradale a Bologna è in testa seguito da Varzi e da Pintacuda, la gara si deciderà poco dopo. Sui passi appenninici della Futa e della Raticosa Pintacuda passa in testa e arriva primo a Firenze mentre Varzi accusa problemi di pressione dell'olio, resiste fino a San Casciano ma poi è costretto al ritiro.
Da lì in poi l'Alfa Romeo Tipo B P3 biposto di Carlo Maria Pintacuda e del marchese Alessandro Dalla Stufa ebbe via libera e arrivò a Brescia per primo dopo 14 ore 4 minuti e 47 secondi alla velocità media di 114,753 chilometri orari, di poco superiore a quella dell’anno passato. Seguirono tre Alfa Romeo 8C 2300 Monza 2.6 di Tadini - Chiari, Battaglia - Tuffanelli e Ruesch - Guatta al secondo terzo e quarto posto; quinti, sesti e noni furono "Macchia" - Danese, Sanguinetti - Balestrero e Gurgo Salice - Laredo de Mendoza su altre tre Alfa Romeo 8C 2300; ottavi e decimi giunsero le nuove Alfa Romeo 6C 2300B Pescara berlinetta Touring di Cortese- Severi e Rosa Comotti assistite dalla Scuderia Ferrari.
Alla fine le Alfa Romeo guadagnarono i primi 10 posti assoluti ma, in mezzo a questi bolidi di cilindrata e potenza molto superiori, al settimo posto assoluto, vinse la categoria sport 1100 cm3 la Maserati ̩4CS 1100 di Ettore Bianco e Guerino Bertocchi, davanti anche a tutte le 508 Balilla.
La classe Sport e Turismo fino a 1500 cm3 venne vinta dall'Aston Martin Ulster giunta 22ª assoluta di Tom Clarke e Maurice Faulkner dopo un'entusiasmante corsa della Maserati 4CS 1500 di Luigi Scarfiotti e Mario Penati conclusasi tragicamente vicino ad Imola con un incidente in cui morirono due donne. Primi di classe 2000 cm3 e 11° assoluti furono Crivellari - Ferrario su un'Alfa Romeo 6C 1750 GS Spider Zagato.

### Risultati
| Pos. | N°  | Equipaggio                                   | Vettura                                 | Scuderia              | Tempo/ritiro       | Classe   |
| ---- | --- | -------------------------------------------- | --------------------------------------- | --------------------- | ------------------ | -------- |
| 1    | 106 | Carlo Maria Pintacuda Alessandro Della Stufa | Alfa Romeo Tipo B P3 biposto            | Scuderia Ferrari      | 14 h 4 min 47 s 0  | S-/+ 3.0 |
| 2    | 93  | Mario Tadini L. Chiari                       | Alfa Romeo 8C 2300 Monza 2.6            | Ippolito Berrone      | 14 h 46 min 38 s 0 | S-/+ 3.0 |
| 3    | 99  | Giovanni Battaglia Giuseppe Tuffanelli       | Alfa Romeo 8C 2300 Monza 2.6            |                       | 15 h 4 min 8 s 0   | S-/+ 3.0 |
| 4    | 94  | Hans Ruesch Angelo Guatta                    | Alfa Romeo 8C 2300 Monza 2.6            |                       | 15 h 5 min 59 s 0  | S-/+ 3.0 |
| 5    | 89  | « Macchia » Renato Danese                    | Alfa Romeo 8C 2300                      |                       | 15 h 10 min 58 s 0 | S-/+ 3.0 |
| 6    | 88  | Arrigo Sanguinetti Renato Balestrero         | Alfa Romeo 8C 2300 Monza                |                       | 15 h 12 min 47 s 0 | S-/+ 3.0 |
| 7    | 15  | Ettore Bianco Guerino Bertocchi              | Maserati 4CS 1100                       |                       | 15 h 12 min 56 s 0 | S 1.1    |
| 8    | 100 | Franco Cortese Francesco Severi              | Alfa Romeo 6C 2300B Pescara Touring     | Scuderia Ferrari      | 15 h 26 min 45 s 0 | S-/+ 3.0 |
| 9    | 96  | Ermanno Gurgo Salice Carlo Laredo de Mendoza | Alfa Romeo 8C 2300 Monza                |                       | 15 h 39 min 1 s 0  | S-/+ 3.0 |
| 10   | 92  | Archimede Rosa Gianfranco Comotti            | Alfa Romeo 6C 2300B Pescara Touring     | Scuderia Ferrari      | 15 h 56 min 43 s 0 | S-/+ 3.0 |
| 11   | 75  | F. Crivellari P. Ferraro                     | Alfa Romeo 6C 1750                      |                       | 15 h 59 min 23 s 0 | S 2.0    |
| 12   | 81  | G. Castellano C. Adorno                      | Alfa Romeo 6C 1750                      |                       | 16 h 12 min 43 s 0 | S 2.0    |
| 13   | 83  | Giovanni Battista Santinelli Umberto Berti   | Alfa Romeo 8C 2300 Monza 2.6            |                       | 16 h 26 min 31 s 0 | S-/+ 3.0 |
| 14   | 80  | A. Scarpari « Bortolon »                     | Alfa Romeo 6C 1750                      |                       | 16 h 30 min 17 s 0 | S 2.0    |
| 15   | 86  | « Frate Ignoto » Alessandro Gaboardi         | Alfa Romeo 6C 2300B Pescara Touring     |                       | 16 h 37 min 59 s 0 | S-/+ 3.0 |
| 16   | 77  | « Graziani » A. Zanardi                      | Alfa Romeo 6C 1750 GS Spider            |                       | 16 h 54 min 10 s 0 | S 2.0    |
| 17   | 95  | Nicola Borelli V. Lo Prete                   | Alfa Romeo 8C 2300                      |                       | 16 h 54 min 11 s 0 | S-/+ 3.0 |
| 18   | 14  | Luigi Villoresi Emilio Villoresi             | Fiat 508CS Balilla Sport                |                       | 17 h 15 min 26 s 0 | S 1.1    |
| 19   | 11  | Luigi Rossi Scotti A. Mantovani              | Fiat 508CS Balilla Sport                |                       | 17 h 37 min 48 s 0 | S 1.1    |
| 20   | 39  | Milton Biagini Arcangelo Periccioli          | Fiat 508 Balilla Coppa D'oro            |                       | 17 h 48 min 57 s 0 | S 1.1    |
| 21   | 16  | S. Petruccioli G. Casi                       | Fiat 508CS Balilla Sport                |                       | 17 h 50 min 7 s 0  | S 1.1    |
| 22   | 71  | Tom Clarke Maurice Faulkner                  | Aston Martin Ulster                     | Maurice Falkner       | 17 h 52 min 35 s 0 | S/T 1.5  |
| 23   | 7   | J. McCain Enrico Nardi                       | Fiat 508 Balilla                        |                       | 17 h 57 min 17 s 0 | S 1.1    |
| 24   | 30  | Mario Nardilli Francesco Matrullo            | Fiat 508 Balilla                        |                       | 18 h 20 min 3 s 0  | S 1.1    |
| 25   | 23  | Emilio Romano Carlo Masera                   | Maserati 4CS 1100                       |                       | 18 h 25 min 57 s 0 | S 1.1    |
| 26   | 60  | C. Gentili M. Dufour Berté                   | Alfa Romeo 6C 1500                      |                       | 18 h 25 min 59 s 0 | S/T 1.5  |
| 27   | 4   | L. Musso « Favero »                          | Fiat 508 Balilla                        |                       | 18 h 38 min 39 s 0 | S 1.1    |
| 28   | 62  | Alb. Pellerano V. Pierucci                   | Alfa Romeo 6C 1500                      |                       | 18 h 43 min 16 s 0 | S/T 1.5  |
| 29   | 46  | F. Romualdi S. Lelli                         | Fiat 508CS Balilla Sport                |                       | 18 h 48 min 36 s 0 | S 1.1    |
| 30   | 49  | « Minio » V. Collavo                         | Fiat 508CS Balilla Sport                |                       | 18 h 49 min 8 s 0  | S 1.1    |
| 31   | 37  | « Zordan » F. Borgo                          | Fiat 508CS Balilla Sport                |                       | 18 h 53 min 6 s 0  | S 1.1    |
| 32   | 44  | G. Zannino C. Mussetta                       | Fiat 508 Balilla                        |                       | 18 h 53 min 18 s 0 | S 1.1    |
| 33   | 2   | C. Benedetti « Zanella »                     | Fiat 508 Balilla                        |                       | 19 h 9 min 43 s 0  | S 1.1    |
| 34   | 41  | « Faccioni » F. Feruglio                     | Fiat 508 Balilla                        |                       | 19 h 20 min 18 s 0 | S 1.1    |
| 35   | 64  | Renzo Cantoni « Ragnoli »                    | Lancia Augusta cabriolet                |                       | 19 h 27 min 30 s 0 | S/T 1.5  |
| 36   | 66  | Edoardo Gambaro F. Gambaro                   | Lancia Augusta                          |                       | 19 h 29 min 20 s 0 | S/T 1.5  |
| 37   | 56  | Giuseppe Berti G. Coin                       | Lancia Augusta berlina                  |                       | 19 h 31 min 15 s 0 | S/T 1.5  |
| 38   | 10  | Francesco Apruzzi A. Antelmi                 | Fiat 508CS Mille Miglia berlinetta Ghia |                       | 19 h 39 min 8 s 0  | S 1.1    |
| 39   | 40  | F. Ronchi A. Varisco                         | Fiat 508 Balilla                        |                       | 19 h 41 min 7 s 0  | S 1.1    |
| 40   | 29  | Umberto Capello G. Girelli                   | Fiat 508 Balilla                        |                       | 20 h 2 min 15 s 0  | S 1.1    |
| 41   | 31  | « Quintavalla » P. Lavezzini                 | Fiat 508 Balilla                        |                       | 20 h 10 min 0 s 0  | S 1.1    |
| 42   | 52  | Guglielmo Gramolelli Remy Jacazio            | Lancia Augusta berlina                  |                       | 20 h 22 min 30 s 0 | S/T 1.5  |
| 43   | 27  | L. Bergamo D. Agnelli                        | Fiat 508 Balilla                        |                       | 21 h 19 min 25 s 0 | S 1.1    |
| 44   | 32  | A. Bellocchi L. Gianstefani                  | Fiat 508 Balilla                        |                       | 21 h 29 min 15 s 0 | S 1.1    |
| 45   | 59  | O. Lorandi Ed. Strazza                       | Lancia Augusta                          |                       | 22 h 21 min 56 s 0 | S/T 1.5  |
| 46   | 5   | Franco Spotorno B. Ghiringhelli              | Fiat 508 Balilla                        |                       | 22 h 35 min 45 s 0 | S 1.1    |
| 47   | 8   | Pietro Peroni Gaetano Vitali                 | Fiat 508S Balilla Sport                 |                       | 22 h 47 min 26 s 0 | S 1.1    |
| 48   | 34  | C. Albertini R. Benvenuti                    | Fiat 508 Balilla                        |                       | 24 h 32 min 0 s 0  | S 1.1    |
| Rit. | 1   | M. Lombardi E. Brigatti                      | Fiat 508 Balilla                        |                       |                    | S 1.1    |
| Rit. | 3   | A. Biamino G. Mainardi                       | Fiat 508 Balilla                        |                       |                    | S 1.1    |
| Rit. | 6   | G. Panzacchi D. Becchetti                    | Fiat 508 Balilla                        |                       |                    | S 1.1    |
| Rit. | 9   | E. Balzano E. Perosio                        | Fiat 508 Balilla                        |                       |                    | S 1.1    |
| Rit. | 12  | U. Vernassa C. Di Vecchio                    | Fiat 508CS Balilla Sport                |                       |                    | S 1.1    |
| Rit. | 18  | C. Vigentini C. Fumagalli                    | Fiat 508 Balilla                        |                       |                    | S 1.1    |
| Rit. | 19  | Renzo Ceschina Iginio Guagnellini            | Fiat 508 Balilla                        |                       |                    | S 1.1    |
| Rit. | 20  | Ermenegildo Strazza A. Baldini               | Maserati 4CS 1100                       |                       |                    | S 1.1    |
| Rit. | 22  | U. Mazzaferro E. Mariano                     | Fiat 508CS Balilla Sport                |                       |                    | S 1.1    |
| Rit. | 24  | Alberto Comirato S. Buosi                    | Fiat 508 Balilla                        |                       |                    | S 1.1    |
| Rit. | 25  | I. Radice Fossati A. Radice Fossati          | Fiat 508 Balilla                        |                       |                    | S 1.1    |
| Rit. | 28  | Ovidio Capelli A. Milani                     | Fiat 508 Balilla                        |                       |                    | S 1.1    |
| Rit. | 33  | Raffaello Faini V. Petrini                   | Fiat 508 Balilla                        |                       |                    | S 1.1    |
| Rit. | 35  | « Cappelli » L. Lanfranconi                  | Fiat 508 Balilla                        |                       |                    | S 1.1    |
| Rit. | 38  | Moris Bergamini V. Braghiroli                | Maserati 4CS 1100                       |                       |                    | S 1.1    |
| Rit. | 42  | Piero Dusio G. B. Ferrari                    | Fiat Siata 508S berlinetta compr.       |                       |                    | S 1.1    |
| Rit. | 45  | U. Beltracchini G. Gilardoni                 | Fiat 508 Balilla                        |                       |                    | S 1.1    |
| Rit. | 47  | Carlo Gazzabini « Mac Bunty »                | MG Magnette K3                          | Capt. G. E. T. Eyston |                    | S 1.1    |
| Rit. | 48  | F. Russi A. D'Antinone                       | Fiat 508 Balilla                        |                       |                    | S 1.1    |
| Rit. | 50  | G. Rivola « Rossi »                          | Fiat 508 Balilla                        |                       |                    | S 1.1    |
| Rit. | 51  | Giorgio Ambrosini "Nuccio" Bertone           | Fiat Siata 508S berlinetta compr.       |                       |                    | S 1.1    |
| Rit. | 55  | A. Facchetti G. Guindani                     | Lancia Augusta berlina                  |                       |                    | S/T 1.5  |
| Rit. | 57  | A. Arancio G. Ciboldi                        | Lancia Augusta                          |                       |                    | S/T 1.5  |
| Rit. | 63  | G. Grilli A. Stinchelli                      | Lancia Augusta                          |                       |                    | S/T 1.5  |
| Rit. | 65  | T. Passi G. Bergia                           | Lancia Augusta                          |                       |                    | S/T 1.5  |
| Rit. | 67  | Eddie Hall « Marsden »                       | Aston Martin Le Mans                    | E. R. Hall            |                    | S/T 1.5  |
| Rit. | 68  | G. A. Alfieri B. Scesa                       | Alfa Romeo 6C 1500                      |                       |                    | S/T 1.5  |
| Rit. | 69  | M. Kechler A. Kechler                        | Lancia Augusta                          |                       |                    | S/T 1.5  |
| Rit. | 70  | Luigi Scarfiotti M. Penati                   | Maserati 4CS 1500                       | Scuderia Subalpina    | incidente          | S/T 1.5  |
| Rit. | 72  | Pietro Ghersi Freddy McEvoy                  | Alfa Romeo 6C 1750                      |                       |                    | S 2.0    |
| Rit. | 73  | G. Azzali G. Moreni                          | Alfa Romeo 6C 1750 GS Spider Zagato     |                       |                    | S 2.0    |
| Rit. | 74  | E. Gessner Enrico Platé                      | Alfa Romeo 6C 1750                      |                       |                    | S 2.0    |
| Rit. | 82  | G.Conter A. Morini                           | Alfa Romeo 6C 1750                      |                       |                    | S 2.0    |
| Rit. | 85  | R. Staccioli L. Gabini                       | Alfa Romeo 8C 2300                      |                       |                    | S-/+ 3.0 |
| Rit. | 91  | Giovanni Minozzi Walther Grosch              | Alfa Romeo 8C 2300                      |                       |                    | S-/+ 3.0 |
| Rit. | 98  | Achille Varzi Amedeo Bignami                 | Maserati 6C-34 3700                     | Scuderia Subalpina    |                    | S-/+ 3.0 |
| Rit. | 105 | Catullo Lami « Ermini »                      | Alfa Romeo 6C 2300 Pescara              |                       |                    | S-/+ 3.0 |